# Rondeletia subcordata
Rondeletia subcordata är en måreväxtart som beskrevs av Paul Carpenter Standley. Rondeletia subcordata ingår i släktet Rondeletia och familjen måreväxter. Inga underarter finns listade i Catalogue of Life.